# Arba Minch Zuria
Arba Minch Zuria est un woreda du sud de l'Éthiopie situé dans la zone Gamo aux environs de la ville d'Arba Minch.
Ce district rural a 164 529 habitants en 2007 et fait partie de la région des nations, nationalités et peuples du Sud jusqu'au transfert de la zone dans la région Éthiopie du Sud en août 2023.
La partie nord-ouest du district se détache sous le nom de Gacho Baba en 2020[à vérifier].
Situé dans le coin sud-est de la zone Gamo et dans la vallée du Grand Rift au bord des lacs Chamo et Abaya, le district est limitrophe de la région Oromia et des zones Derashe et Amaro de la région Éthiopie du Sud.
| Dita    | Chencha          | Merab Abaya |
| Bonke   | Arba Minch Zuria | Gelana      |
| Dirashe |                  | Amaro       |

Le recensement national de 2007 fait état de 164 529 habitants dans le district. Toute la population est rurale. La majorité des habitants (53 %) sont protestants, 32 % sont orthodoxes, 11 % sont de religions traditionnelles africaines et 1 % sont musulmans .
En 2022, la population est estimée sur le même périmètre à 214 020 personnes avec une densité de population de 221 personnes par km2 et 968 km2 de superficie.
Le district s'étend notablement vers l'est dans les années 2010 du fait du déplacement de la limite régionale au-delà du parc national de Nech Sar avec une grande partie du lac Chamo et le sud du lac Abaya qui ne faisaient pas partie du district en 2007.
Il perd ensuite du territoire au nord-ouest avec le détachement de Gacho Baba[à vérifier],.